# Castelo de Montrose
O Castelo de Montrose foi um castelo do século XII construído em Montrose, Angus, na Escócia. Montrose foi criado como burgo real pelo rei David I da Escócia no século XII. O castelo, que já foi um castelo real, foi construído como um castelo de mota. O rei Eduardo I da Inglaterra aceitou a rendição da Escócia de John Balliol no castelo no dia 10 de julho de 1296. O castelo foi destruído por William Wallace em 1297. O castelo foi considerado como estando em ruínas em 1488. Nada permanece acima do solo.